# Olga Perovská
Olga Vasiljevna Perovská (О́льга Васи́льевна Перо́вская, 9. dubna 1902 Vasiljevka (Tavrická gubernie) — 18. září 1961 Moskva) byla ruská autorka dětských knih.
Pocházela z rodiny odpůrců carského režimu, její prateta Sofie Perovská byla popravena za účast na atentátu na Alexandra II. Její otec byl lesní inženýr, který působil v Sedmiříčí a na Altaji, dětství prožité v exotické přírodě bylo hlavním zdrojem inspirace pro její literární tvorbu. Studovala biologii na Lomonosovově univerzitě, provdala se za spisovatele Grigorije Zamčalova. V roce 1925 vydala svoji nejúspěšnější knihu Ребята и зверята (česky vyšlo roku 1938 jako Děti a zvířata, v roce 1958 jako Tygřík Vaska), v níž popisuje veselé i vážné příhody se zvířaty, která v dětství chovala se svými sestrami. Roku 1943 byla zatčena a odsouzena na deset let do gulagu, později pobývala ve vyhnanství. Její knihy se nesměly vydávat až roku 1955, kdy byla rehabilitována. Do Moskvy se vrátila s podlomeným zdravím a zemřela roku 1961.

## Dílo
- Tygřík Vaska. Přeložila Milada Macháčková, ilustrace Mirko Hanák. Státní nakladatelství dětské knihy, Praha 1958.